# Rotocultor

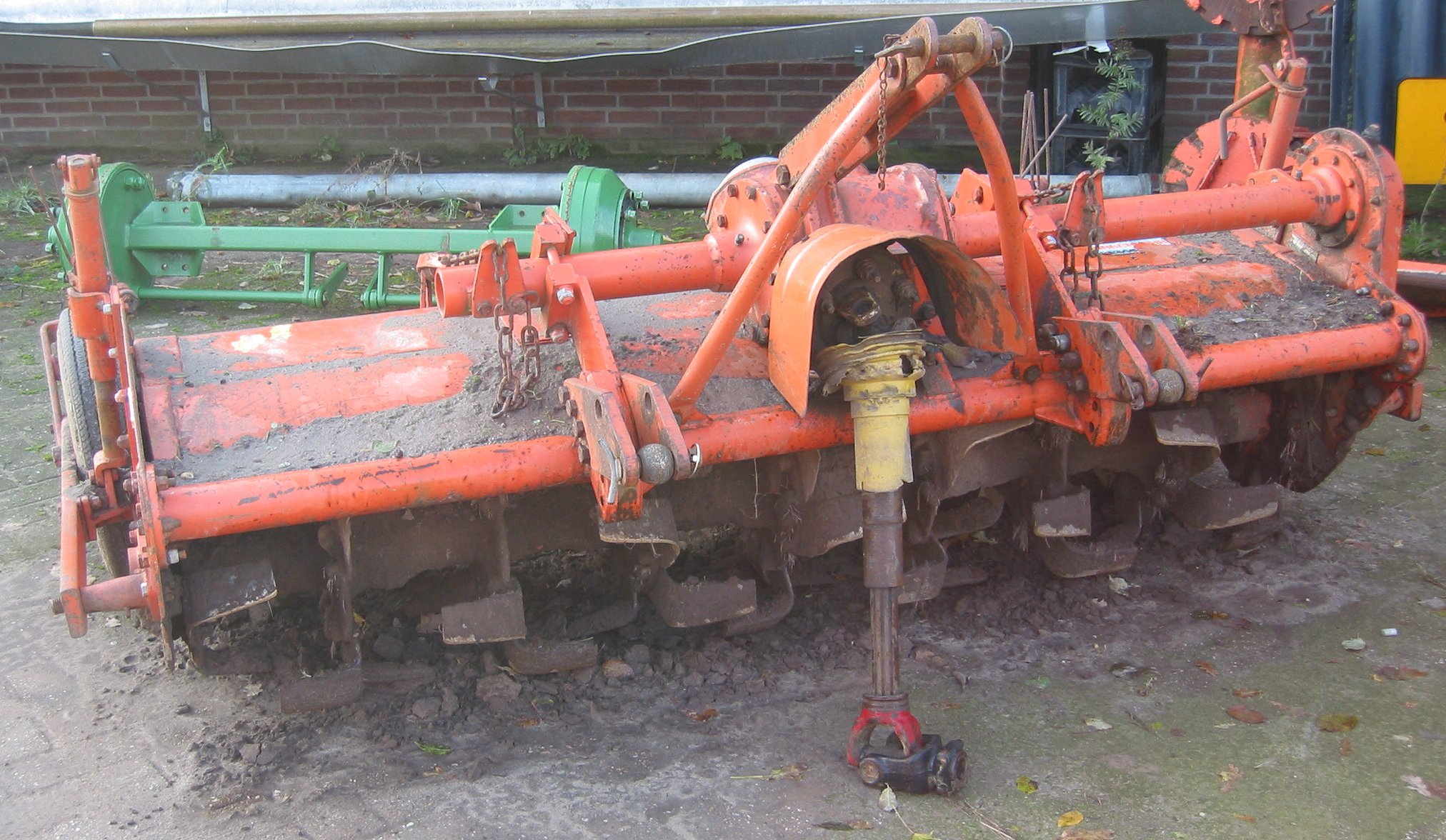
Rotocultor ou fresadora para engate de três pontos e seu eixo cardánico para acoplar à tomada de potência do trator.

O rotocultor, fresadora, rotovátor ou rotocultivador é uma máquina agrícola de lavoura que mediante enxadas montadas sobre um eixo acionado pela tomada de potência do trator desmenuza o solo ao girar. Os mais difundidos são de eixo horizontal com enxadas geralmente em forma de L, conquanto também as há de eixo vertical. Conseguem uma pulverização do solo que acelera a descomposição da matéria orgânica, especialmente em solos duros e secos. Pode dizer-se que num único trabalho cumprem as funções da lavouro primária e a secundária, deixando o solo preparado para a sementeira.
O movimento de giro do eixo do rotocultor é tomado da tomada de potência do trator, ao que se une mediante um eixo cardánico. A rotação do eixo geralmente é no sentido de marcha, de maneira que proporciona um empurre adicional às rodas do trator. O eixo horizontal das fresadoras gira entre 150 a 300 rpm. O grau de pulverização do solo acha-se em relação direta com a velocidade tangêncial do rotor e em relação inversa com a velocidade de avanço. Requerem uma potência do trator entre 35 e 45 CV por metro de largo de trabalho (25-35 kW/m). A energia consumida é sensivelmente superior à do arado de grade e vertedeira achando-se entre o duplo ao triplo deste.

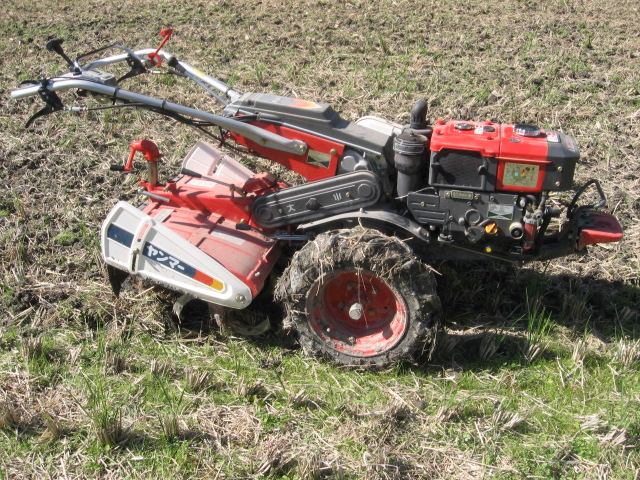
Rotocultor ou motocultor de uso hortícola.

O uso de rotocultor está muito estendido em horticultura como máquina de lavouro. Há rotocultores formando uma unidade com um tractor de um eixo ou motocultor, chamados frequentemente rototiller, que foi o nome de uma marca bastante conhecida que chegou a dar seu nome ao implemento. Seu tamanho relativamente pequeno permite trabalhar inclusive dentro de estufas. A potência dos seus motores (de ciclo Otto) não costuma ultrapassar os 10 CV (7 kW).